# バイオレット・ジェソップ
バイオレット・コンスタンス・ジェソップ（Violet Constance Jessop、1887年10月2日 – 1971年5月5日）は、 アルゼンチン出身の遠洋定期船の客室乗務員、看護師であり、タイタニック号（1912年沈没）を含め、その姉妹船であるオリンピック号(1911年事故)とブリタニック号（1916年沈没）の合計3回の海難事故を生き延びた。このため、彼女は「沈没船の女王（Queen of sinking ships）」や「ミス不沈（Miss Unsinkable）」と呼ばれた。

## 若いころ
1887年10月2日、アルゼンチンのバイアブランカ近郊で、バイオレット・コンスタンス・ジェソップは、アイルランド移民のウィリアムとキャサリン・ジェソップの長女として生まれた 。彼女は9人兄弟の最初の子供であり、そのうち3人は亡くなっている。ジェソップは幼少期の多くを幼い兄弟の世話に費やした。彼女は子供の頃、結核とみられる重い病気にかかり、医者から余命わずかと言われるも、回復した。彼女が16歳のとき、父親は手術による合併症で亡くなり、家族はイギリスに移住した、そこで彼女は修道院の学校に通い 、母親が客船の客室乗務員として働いている間、妹の世話をした。母親が病気になったとき、彼女は学校を退学し、母親のあとを追うように客室乗務員に応募した。彼女は雇ってもらうため、衣服をわざとみすぼらしくしたという。1908年、21歳の彼女の客室乗務員としての最初の仕事は、オリノコ川のロイヤルメールライン（英国郵便船）であった 。

## オリンピック号の事故
1911年、彼女はホワイト・スター・ライン社の大型客船オリンピック号の客室乗務員として働き始めた。オリンピック号は当時最大の民間定期便の豪華船であった。1911年9月20日、彼女が乗船したオリンピック号はサウサンプトンを出港、イギリスの軍艦ホークと衝突した 。死者はなく 、損傷はあったものの、船は沈没することなく帰港できた。彼女は回想録ではこの一件については触れていない。1912年4月に姉妹船タイタニック号に異動するまで、オリンピック号に搭乗している。

## タイタニック号の沈没
1912年4月10日、24歳の彼女はタイタニック号に客室乗務員として乗船した。4月14日、北大西洋において氷山に衝突し、約2時間40分後に沈没した。彼女は回想録の中で、甲板上で英語ができない人達にどのように指示を伝えればよいのかという例を説明している（救命胴衣の着用の仕方を乗客に伝えるため、乗務員自らが着用することで説明するやり方）。彼女は乗組員が救命ボートに乗客を乗せているのを見た。その後、彼女は救命ボート（16番ボート）に乗るよう指示され、ボートが降ろされている間、タイタニック号の士官の一人が世話をするよう赤ん坊を彼女に与えた。翌朝、彼女と残りの生存者はカルパチア号によって救助され、4月18日にニューヨークに到着した。カルパチア号に乗船中、母親とみられる女性が、彼女が抱っこしている赤ちゃんをつかみ、一言も言わずに泣きながら立ち去ったという。その後、彼女はサウサンプトンに戻った

## ブリタニック号の沈没
第一次世界大戦中、ジェソップは英国赤十字社の客室乗務員を務めた。 1916年11月21日の朝、彼女はブリタニック号に搭乗していた。 ブリタニック号は病院船に改造されたタイタニック号の妹船で、原因不明の爆発の後、エーゲ海に沈んだ 。 2016年、難破船の大規模な潜水調査で、船は機雷に触れたと判断された。以上はダイビングのドキュメンタリー映画『ブリタニックの謎』に示されている。
ブリタニック号は55分以内に沈没し、搭乗していた1,066人のうち30人が死亡した。英国当局は、船が魚雷に襲われたか、ドイツ軍によって敷設された機雷に衝突したとの仮説を立てた。イギリス人が自分自身で船を沈めた陰謀説さえ出回っていた。
彼女と乗客らは救命ボートに乗船して脱出を図ったが、ブリタニック号が沈没する際に船尾のスクリューに引き寄せられた。多くが死亡する中、彼女は救命ボートから飛び降り、外傷性の頭の怪我を負ったが、生き残った。彼女は回想録の中で、ブリタニック号沈没で目撃したシーンについて次のように説明している。「すべての甲板機械は子供のおもちゃのように海に落ちました。それから恐ろしい急降下、船尾は咆哮を立て数百フィート空中に立ち上がり、最後の轟音とともに深みに姿を消しました」 。なお、タイタニック号の生存者であるアーサー・ジョン・プリーストとアーチー・ジュエルも乗船しており、どちらも生き残った。
1920年、彼女はホワイト・スター・ライン社に復職した。

## その後の人生
戦後、彼女はホワイト・スター・ライン社で働いた後、レッド・スター・ライン社、そしてロイヤル・メール・ライン社で働いた。レッド・スター社在職中、ジェソップは会社最大の船であるBelgenlandで世界中を2回クルーズした。 30代後半、ジェソップは短い結婚生活を送り、1950年にサフォークのグレートアッシュフィールドに引退した。引退から数年後、彼女は嵐の夜に、タイタニック号が沈んだ夜に赤ちゃんを救ったかどうかと尋ねる女性からの電話を受けた。ジェソップが「はい」と答えると、相手は「その赤ちゃんは私です」と笑い、電話は切れた。彼女の友人で伝記作家のジョン・マックストン・グラハムは、村の子供たちが彼女に冗談を言っている可能性が高いと言うと、彼女は、「いいえ、ジョン、今あなたに話す前に、私は誰にもその話をしたことがありません」と答えた。記録によると、16番の救命ボートの唯一の赤ちゃんは、エドウィナ・トラウトに引き渡され、後にカルパチアで母親と再会したアサド・トーマスであったが、彼は1931年6月12日に亡くなっているため、上述の電話は別人によるものである。
「ミス不沈」と呼ばれた彼女は、1971年に83歳でうっ血性心不全で亡くなった 。

## 大衆文化
1958年の映画『忘れられない夜』では、造船技師のトーマス・アンドリュース（マイケル・グッドリフが演じる）が客室乗務員に救命胴衣を着て他の乗客に対し着用例として示すよう指示するシーンが描かれている。この映画のいくつかのシーンは、沈没のその後の描写に影響を与えた。ジェームズ・キャメロンの1997年後半の大ヒット作『タイタニック』では、アンドリュースとルーシーという客室乗務員で同様のシーンがある。ルーシーは、乗客に同じことをするように説得するために救命胴衣を着用するように言われている。
2000年のテレビ映画『ブリタニック』では、主人公はベラ・キャンベル（アマンダ・ライアンが演じる）。彼女は4年前にタイタニック号の沈没を生き延びたため、ブリタニックでの旅行を心配している女性として描かれている。
2006年、「シャドウ・ダイバーズ」のジョン・チャタートンとリッチー・コーラーが遠征隊を率いてブリタニック号をダイビングした。ダイビングチームは、伸縮継手の試験を含む多くのタスクを実行する必要があった。チームは、タイタニック沈没に関する考え方を変える証拠を探していた。遠征中、ローズマリーE.ランはバイオレット・ジェソップの役割を果たし、ブリタニック号のまだ回転しているプロペラに引き込まれる救命ボートから、水に飛び込む彼女を再現した。
ジェソップのキャラクターは、クリス・バージェスの舞台劇『アイスバーグ–ライトアヘッド！』に登場する。 2012年3月、タイタニック号の沈没100周年を記念して、ハイゲートのゲートハウスの2階で初めて上演された。ジェソップの役割はエイミー・ジョイス・ヘイスティングスが演じた。
2020年のアルマ・カツの歴史的ホラー小説『The Deep』では、ジェソップは二次的なキャラクターとして登場する。架空の主人公は、タイタニックで働いているときにジェソップと出会う。タイタニックで、彼女は仕事をし、その後ブリタニックで彼女と一緒に働くといった内容である。